# Syrlinks
Syrlinks (SYstems on Radio LINKS) est une société française spécialisée dans le développement et la fabrication de produits de radio communication et de géolocalisation. L’entreprise œuvre dans quatre domaines d’activités stratégiques : le spatial, la défense, la sécurité et le temps-fréquence. 
Le siège social de la société est situé à Cesson-Sévigné dans la région rennaise. Des bureaux ont récemment été ouverts sur Labège, dans la région toulousaine. Syrlinks emploie actuellement une centaine de salariés.

## Historique
Syrlinks a été créée en juin 2011 dans la région rennaise. En 2016, Syrlinks s'installe dans des locaux neufs situés dans la ZAC des Champs Blancs, à Cesson-Sévigné, toujours dans l'agglomération rennaise. En 2018, Syrlinks agrandit ses locaux en construisant un second bâtiment. En 2019, Syrlinks ouvre une antenne à Labège, dans la région toulousaine, pour se rapprocher d'une grande partie de sa clientèle française et de l'Aerospace Valley. 
Depuis 2011, Syrlinks connait une croissance rapide et enregistre en moyenne 20% d'augmentation du chiffre d'affaires chaque année. En 2011, la société enregistrait un chiffre d'affaires de 3 millions d'euros et employait une trentaine de salariés. En 2019, le chiffre d'affaires de la société atteint les 14 millions d'euros et compte une centaine de salariés dans ses effectifs.
Le 4 novembre 2022, Safran Electronics & Defense annonce l'acquisition de Syrlinks au sein de sa division Espace,.

## Activités et expertises
Syrlinks propose à ses clients des équipements de radio communication & de géolocalisation dans les domaines du spatial, de la défense, de la sécurité et du temps-fréquence.
Le domaine spatial représente l'essentiel de l'activité de la société,. Syrlinks est également présente dans les domaines de la défense, de la sécurité des biens et de personnes et du Temps-Fréquence. L'entreprise réalise 45% de son chiffre d'affaires à l'export. Le département Recherche et Développement compte une soixantaine de personnes. Les principaux clients français sont Airbus Defence and Space, Thales Alenia Space, le Centre national d'études spatiales (CNES) et la Direction Générale de l'Armement (DGA).

## Productions notables
- Rosetta et Philae :

L’équipe R&D de Syrlinks a conçu des instruments de liaison  qui ont permis à Philae de rejoindre la comète Tchouri   tout en communiquant avec l'orbiteur ROSETTA.
- La charge utile Argos Néo du satellite ANGELS :

Syrlinks a conçu la charge utile de collecte de donnés du satellite de démonstration ANGELS,. La constellation de nanosatellites Kinéis va bénéficier du retour d'expérience de cette mission de démonstration. Kinéis et sa nouvelle constellation dédiée à l'IoT sera en mesure de proposer un service de localisation et une connectivité satellitaire mondiale.